# USS S-28 (SS-133)
USS S-28 (SS-133) – amerykański okręt podwodny typu S-1 przyjęty do służby w marynarce amerykańskiej 13 grudnia 1923 roku. Okręt wziął udział w wojnie na Pacyfiku, podczas której zatopił jedną jednostkę przeciwnika o wyporności 1 368 ton. Z nieznanych do dziś przyczyn zatonął 4 lipca 1944 roku, trakcie ćwiczeń niedaleko Hawajów.